# Massique
Pour les articles homonymes, voir Massique (homonymie).
Le massique est un vin de qualité produit en Campanie dans l'Antiquité.

## Origine
Le massique tire son nom d'une montagne, le mont Massicus, aujourd'hui Monte Massico (it), au nord de la Campanie, près des villages actuels de Rocco di Mondragone et Carinola, lieu d'où vient le réputé vin de Falerne, l'un des crus les plus réputés de l'Antiquité romaine. Il est cependant plus connu sous son nom de Falerne. Une amphore découverte à Rome au XIXe porte la mention : Fal(ernum) Mas(sicum), ainsi que son millésime de 102 av. J.-C., indiqué par le nom des consuls éponymes Q. Lutatius et Caius Marius.
Depuis 1989, le Falerno del Massico (it) est un vin blanc ou rouge de dénomination d'origine contrôlée en Italie.